# Un dimanche tant bien que mal
Un dimanche tant bien que mal est le titre français de la deuxième partie d'un recueil de nouvelles de Ray Bradbury paru à l'origine aux États-Unis en 1976 en un seul volume sous le titre Long After Midnight.

Ce deuxième tome est édité par Denoël dans la collection Présence du futur en 1979 (et réédité en 1999). Il contient dix nouvelles dont six furent publiées dans des magazines américains entre 1950 et 1971. Les nouvelles Le Vœu, Une histoire d'amour, Le Plus sage de la sagesse et Adolf chéri étaient inédites.

Le Terrain de jeu  et Mañana étaient déjà apparues dans les premières éditions françaises du roman Fahrenheit 451.
La première partie du recueil est publiée sous le titre Bien après minuit.

## Contenu
1. Châtiment sans crime (Punishment Without Crime)
2. Un dimanche tant bien que mal (Getting Through Sunday Somehow)
3. Le Vœu (The Wish)
4. Une histoire d'amour (A Story of Love)
5. Un crime vraiment parfait (The Utterly Perfect Murder)
6. Le Plus sage de la sagesse (The Better Part of Wisdom)
7. Adolf chéri (Darling Adolf)
8. Le Pain de seigle (The Pumpernickel)
9. Le Terrain de jeux (The Playground), traduit par Henri Robillot
10. Mañana (And the Rock Cried Out), traduit par Henri Robillot

## Adaptations
- Le Terrain de jeu, Un crime vraiment parfait et Châtiment sans crime ont fait l'objet d'une adaptation dans la série TV Ray Bradbury présente[2].